# Національний театр королеви Марії II
Націона́льний теа́тр короле́ви Марі́ї II (порт. Teatro Nacional D. Maria II) — драматичний театр у столиці Португалії місті Лісабоні; історична й одна з найпрестижніших сцен країни. 
Розташований на площі Россіо у лісабонському середмісті. 

## Історія
Театр був зведений на північному боці площі Россіо на місці старого палацу Естауш, спорудженого близько 1450 року як помешкання для іноземних сановників і шляхтичів, які відвідували Лісабон. У 16-му столітті, коли в Португалії панувала інквізиція, палац Естауш став резиденцією інквізиції. Палац пережив Лісабонський землетрус 1755 року, але був знищений пожежею у 1836 році. 

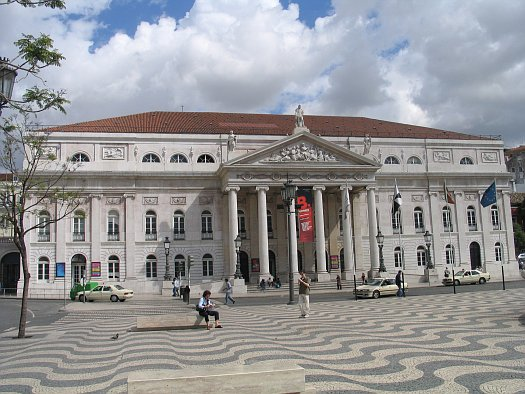
Головний фасад Національного театру королеви Марії II.

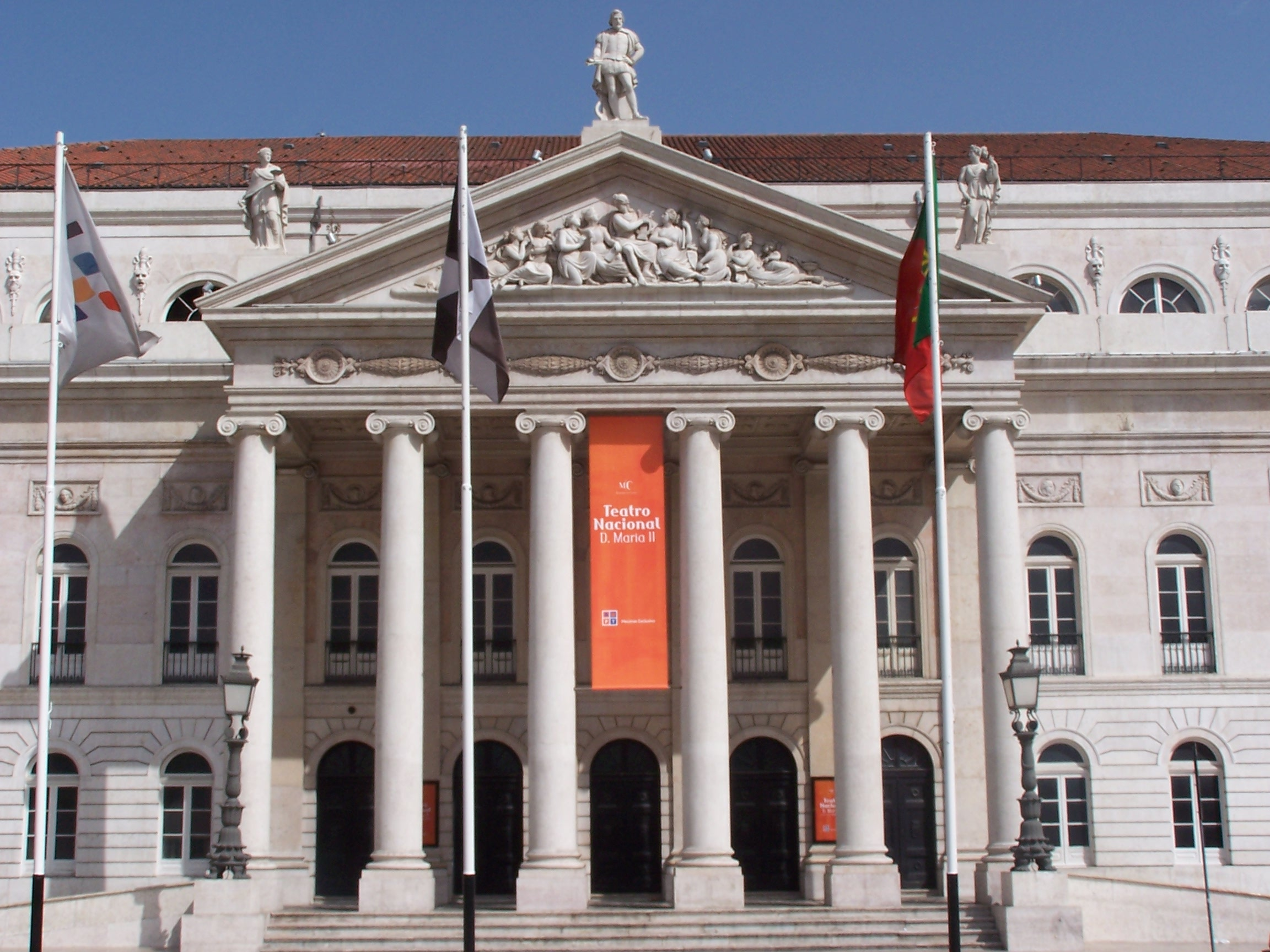
Портал Національного театру королеви Марії II.

Завдяки старанням яскравої представниці романтизму поетеси та драматургині Алмейди Гаррет старий палац було вирішено замінити на сучасний театр на честь королеви Португалії Марії II.  
Відтак, театр був побудований у період між 1842 і 1846 роками. Будівлю в неокласичному стилі звів італійський архітектор Фортунато Лоді (Fortunato Lodi). 
Театральна споруда стала громадською власністю в 1928 році, а вже 2003 року була перекваліфікована на  національну пам’ятку.

## Архітектура
Будівля театру є прекрасним взірцем неокласичної архітектури палладійського типу в Лісабоні.  
Головною особливістю фасаду є портик (гексастиль) з шістьма іонічними колонами, що повторюють такі ж у лісабонського монастиря Святого Франциска, та трикутний фронтон. Тимпан фронтону оздоблений скульптурним рельєфом із зображенням Аполлона та муз. 
Фронтон увінчаний статуєю драматурга Відродження Жіла Вісенте (бл. 1464 - бл. 1536), який вважається засновником португальського театру. За іронією долі, деякі з п'єс останнього були заборонені й цензуровані Португальською інквізицією наприкінці 16-го століття. 
Інтер'єр театру був оздоблений багатьма відомими португальськими митцями 19-го століття, але значна частина цього декору була втрачена під час пожежі 1964 року.  
Театр вдалося відреставрувати повністю й відновити лише у 1978 році.